# Slivoň mirabelka

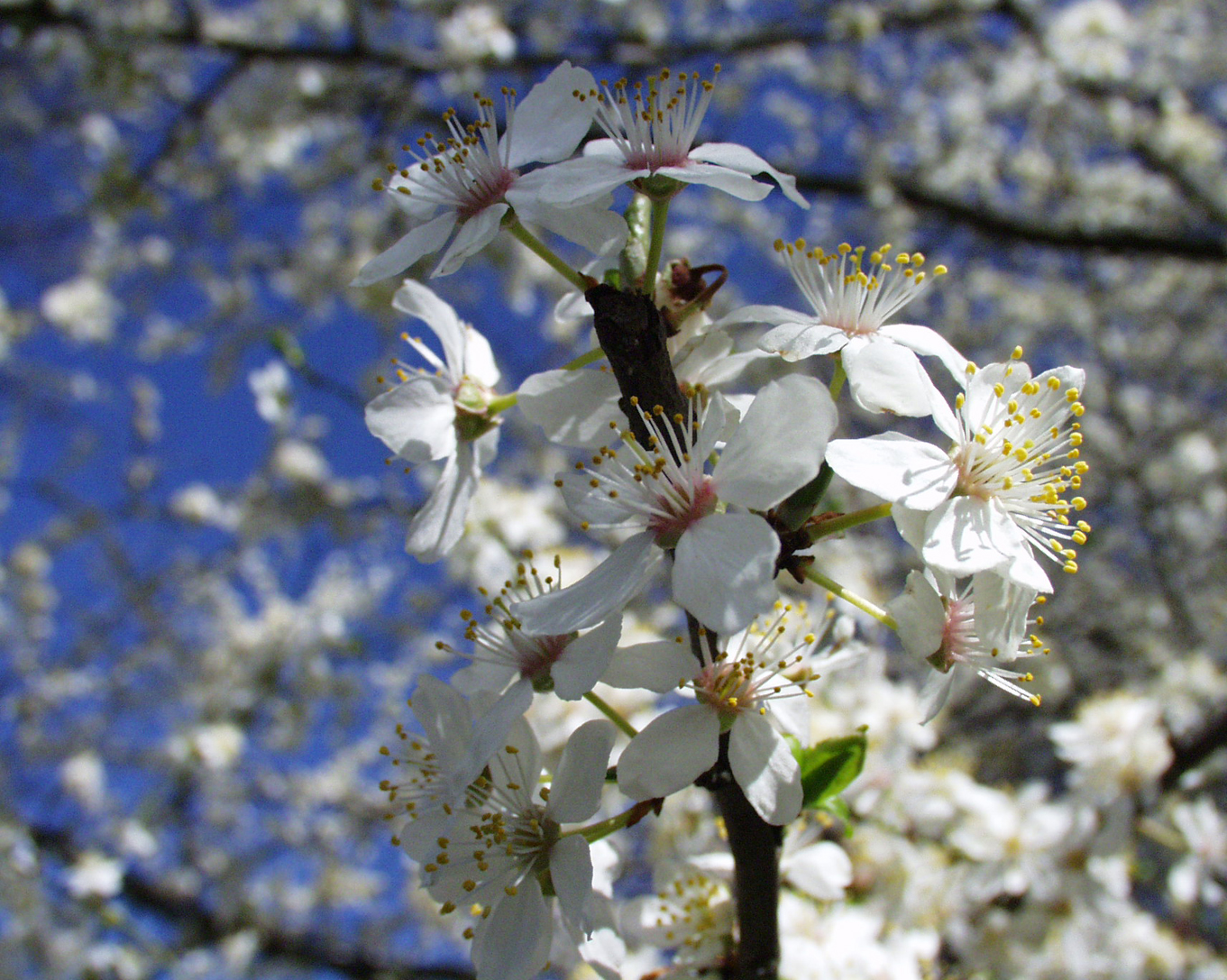
Květy slivoně mirabelky

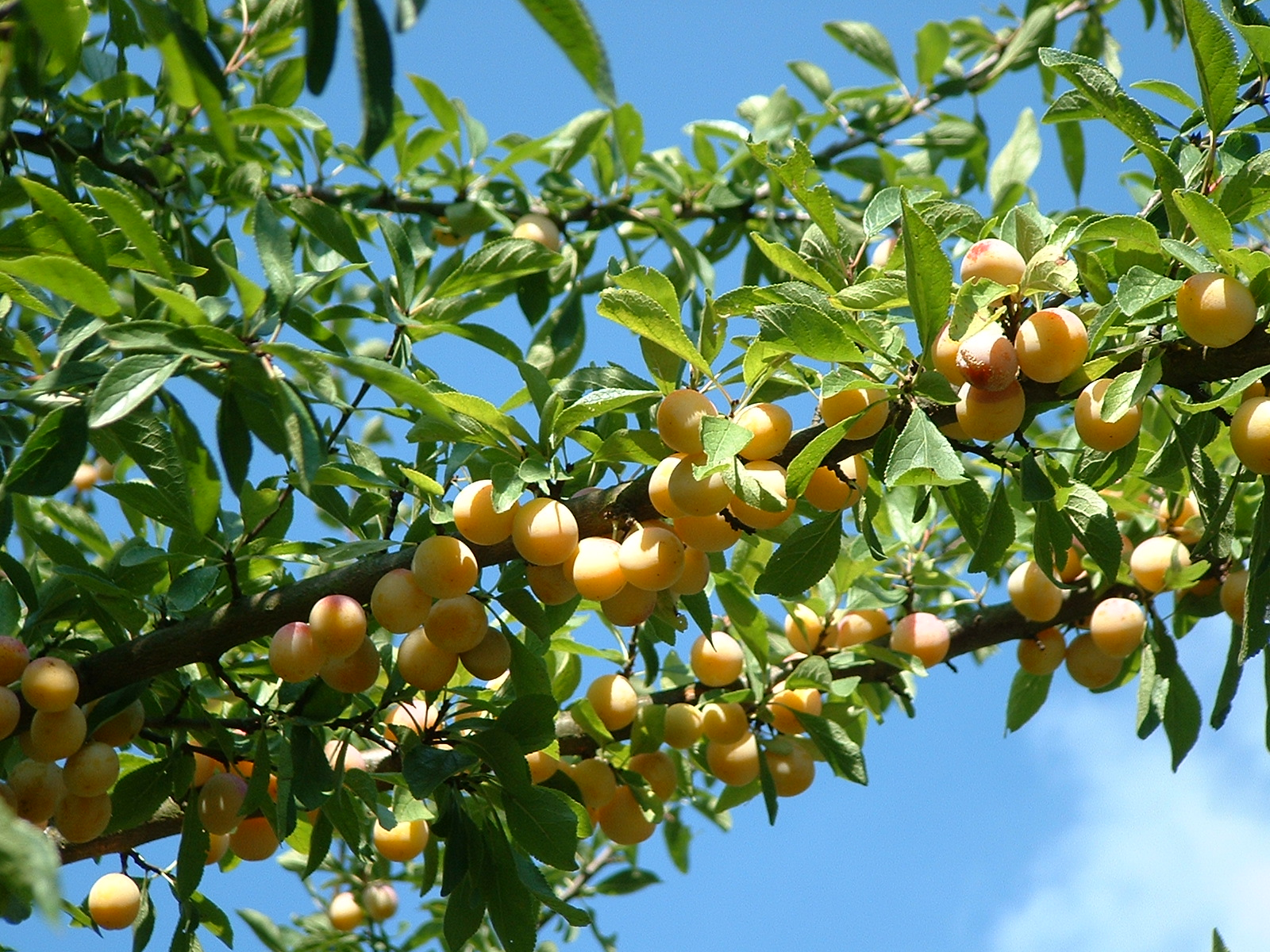
Plody slivoně mirabelky

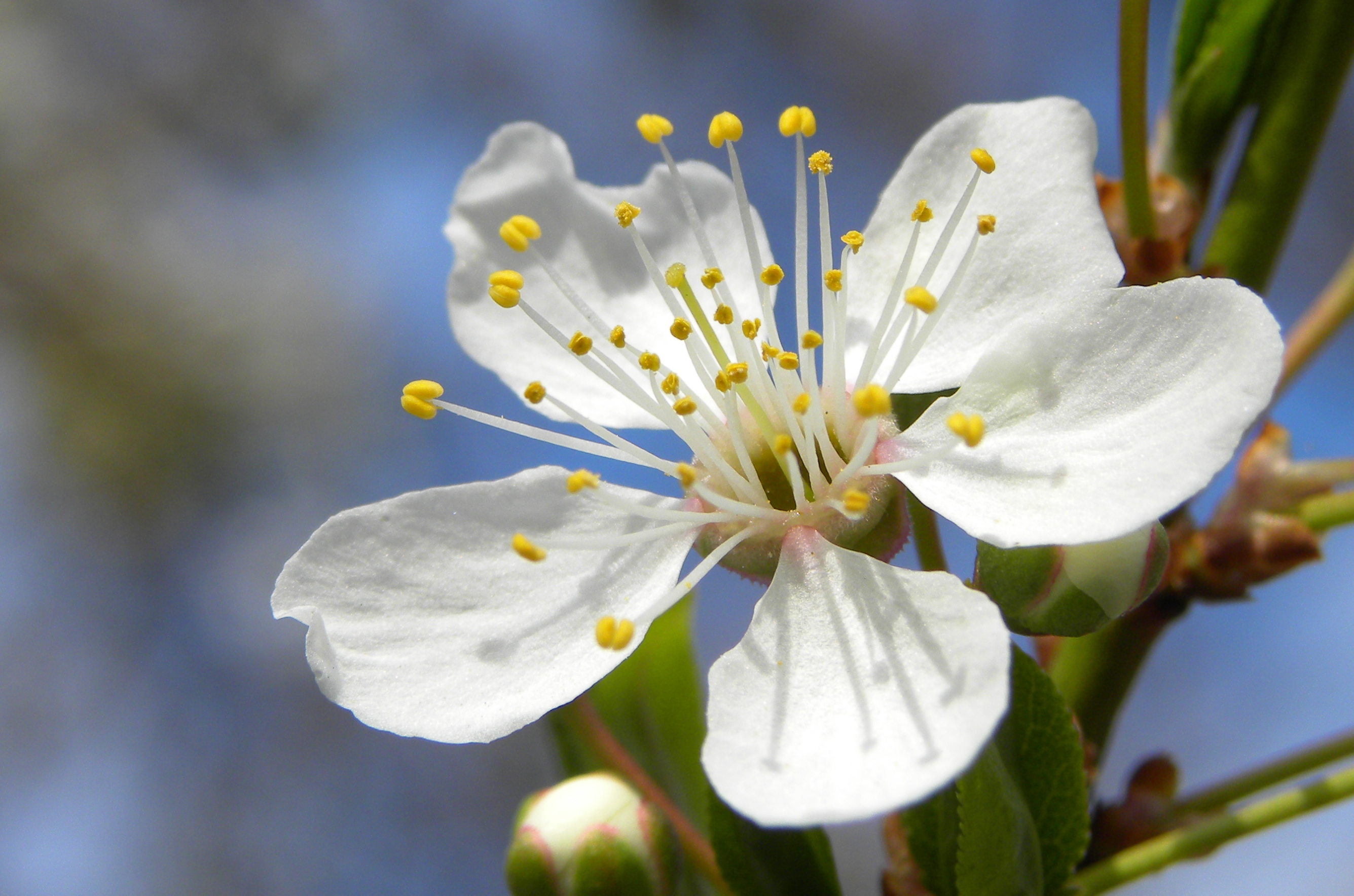
Květ slivoně mirabelky zachycený ve Slaném

Slivoň mirabelka (Prunus domestica subsp. syriaca) je ovocný strom z čeledi růžovitých. Bývá klasifikována jako poddruh slivoně švestky, případně jako skupina kultivarů slivoně slívy (Prunus insititia). Taxonomie celé této skupiny je složitá a nepřehledná a v různých zdrojích se liší.

## Popis
Strom mirabelky roste silně, vytváří kuželovitou až kulovitou korunu. Větvičky jsou bez trnů, v mládí jsou ochlupené a později lysé. Listy jsou eliptické až obvejčité, 5 až 10 cm dlouhé, jemně vroubkovaně pilovité. Zelenobílé květy, vykvétající před olistěním, jsou shodné s ostatními slivoněmi, v květu je 20 až 30 tyčinek a jeden volný semeník. Kvete středně pozdně, květy jsou samosprašné a zároveň jsou dobrými opylovači pro pozdně kvetoucí odrůdy slivoní. Proti mrazům je středně odolná, květ snese až – 4 °C, plodí pravidelně.
Kulovité plody peckovice zlatožluté barvy jsou poměrně drobné, jeden váží 8 až 12 gramů. Povrch plodu je z osluněné strany karmínově tečkován. Slupka je tenká ale pevná a lze ji snadno sloupnout. Středně pevná žlutá dužnina je sladká a příjemně aromatická, od pecky se dobře odděluje.

## Záměny
Plody slivoně mirabelky, dále jen mirabelky, se v praxi mnohdy z neznalosti zaměňují za plody slivoně myrobalánu (Prunus cerasifera) nebo plody špendlíku (Prunus domestica subsp. insititia cv. 'Pomariorum' Boutigny).
Myrobalán se pro svou mrazuvzdornost používá na podnože slivoní, má kulaté plody s menší dužinou, která nejde oddělit od pecky, bývá nazelenalý, žlutý až červený. Špendlík vypadá jako menší žlutá švestka, je tedy oválný, dužinu lze oddělit od pecky.

## Význam
Sklízí se od začátku července, tedy podstatně dříve než typické odrůdy švestek, lze ji také setřásat. Plody uskladněné v chladírně vydrží několik týdnů. Používá se pro přímý konzum i pro zpracování na kompoty. Přezrálé plody jsou vhodné k výrobě kvasu pro pálení slivovice.

## Pěstování
Pěstují se kmenné tvary na podnožích semenného myrobalánu, jako pravokořenná má malé plody. Výchovný řez koruny trvá čtyři až pět let. Větve nesmí vyrůstat pod ostrým úhlem, mohou se pak vylomit. Zakládají se na kmenovém prodloužení ve výšce od 80 do 160 cm. Pokud je koruna vytvarovaná, prodlužující výhonky kmene, kosterních a bočních větví se již nezakracují. Odstraňují se pouze výhony zabraňující přístupu světla.
V České republice se prozatím množí jediný kultivar 'Nancyská', který je odolný proti virové nemoci šarce i houbovitým chorobám. V zahraničí jsou vyšlechtěny velkoplodé kultivary, např. 'Bellamira', s plody o váze 18 gramů a 'Frühe Mirabelle' v Německu nebo 'Nancy' a 'Metz' ve Francii.
Mnohem větší pozornost se mirabelkám věnuje ve Francii, kde v oblasti Lotrinska, které má ideální klima a složení půdy, se ročně sklidí asi 15 000 tun plodů. Mirabelky z Lotrinska mají od roku 1996 Evropskou unií přiznané chráněné zeměpisné označení.

## Škůdci
Slivoň mirabelku napadají hlavně houbovité choroby, obzvláště po vlhkých, teplých jarech. Jsou to především:
- mnohojizvec švestkový (Polystigma rubrum) – houbovitá červená skvrnitost listů,
- hlízenka chabá (Monilinia laxa) - moniliová hniloba plodů,
- kadeřavka švestková (Taphrina pruni) – deformované plody.[2]

Významným škůdcem, jehož larvy se vyvíjejí v jádrech pecek, a v důsledku způsobují hromadný opad plodů, je blanokřídlý hmyz tmavka švestková.